# Loài biểu trưng

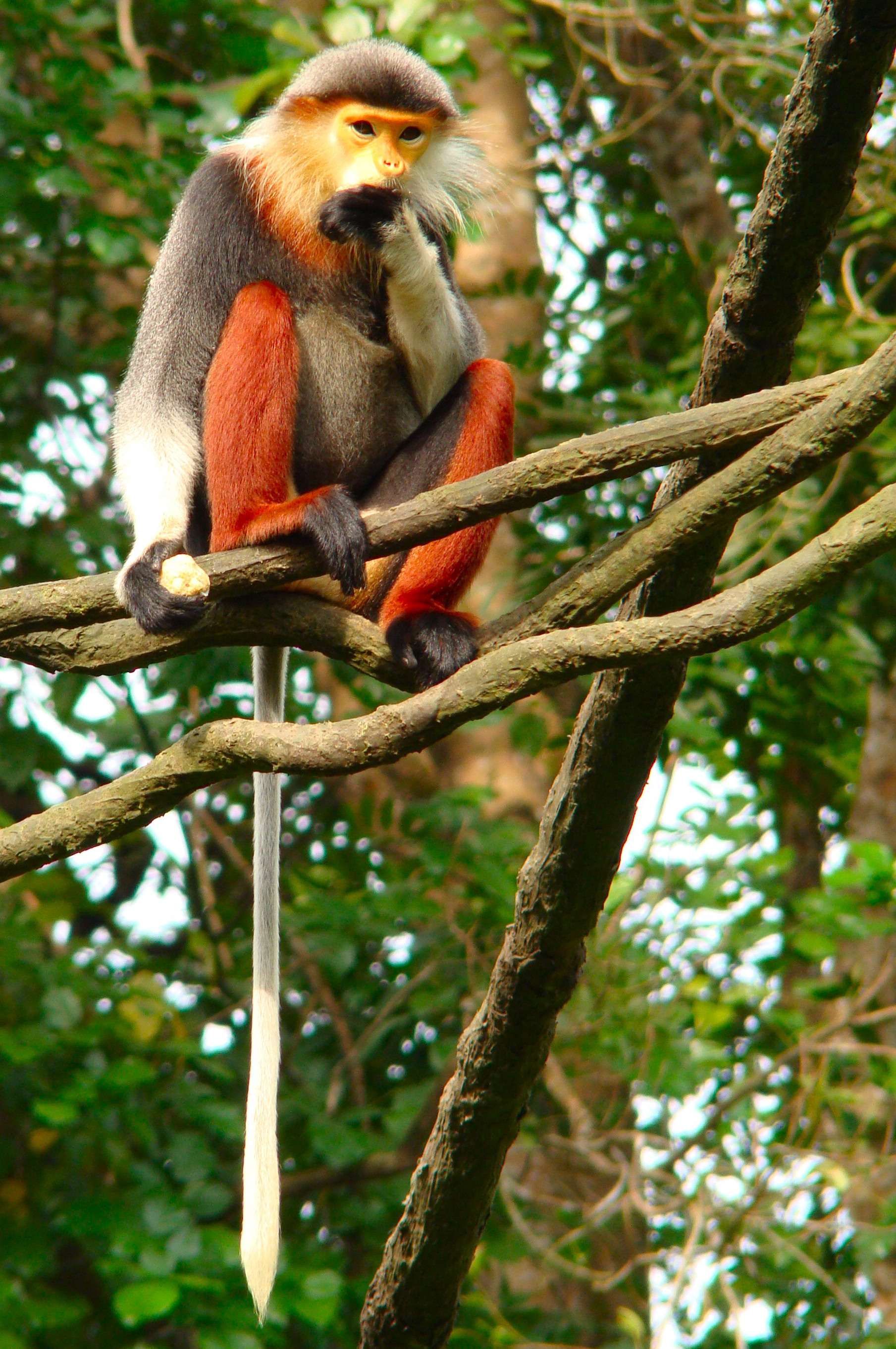
Voọc ngũ sắc hay chà vá chân đỏ - được ví là nữ hoàng linh trưởng, là loài biểu tượng của bán đảo Sơn Trà và Đà Nẵng

Trong bảo tồn sinh học, loài biểu trưng (tiếng Anh: flagship species) là các loài được chọn làm biểu tượng hoặc có một vị trí đặc biệt mang tính tượng trưng cho một khu vực sinh thái, thậm chí là cả một quốc gia, mà người ta có thể tận dụng hình ảnh của chúng để hỗ trợ nhiều hơn cho việc bảo tồn đa dạng sinh học trong một bối cảnh cụ thể thông qua việc thông tin, quảng bá, truyền thông và tuyên truyền.

## Định nghĩa
Một số định nghĩa đã được đề xuất cho khái niệm loài biểu trưng và trong một thời gian đã có sự nhầm lẫn ngay cả trong các tài liệu học thuật. Hầu hết các định nghĩa mới nhất đều tập trung vào đặc điểm chiến lược và kinh tế-xã hội của khái niệm này, với một ấn bản gần đây đã thiết lập một liên kết rõ ràng với lĩnh vực marketing. Theo đó, một loài được sử dụng làm trọng tâm của một chiến dịch tiếp thị bảo tồn rộng lớn hơn dựa trên sở hữu của nó một hoặc nhiều đặc điểm hấp dẫn đối tượng mục tiêu.
Đây cũng là các loài có khả năng nắm bắt trí tưởng tượng của công chúng và khuyến khích mọi người ủng hộ các hoạt động bảo tồn và /hoặc đóng góp quỹ, đây cũng là những loài phổ biến, lôi cuốn các loài phục vụ như là biểu tượng và các điểm tập hợp để kích thích nhận thức bảo tồn và hành động. Tuy nhiên, gần đây hơn, công việc trong lĩnh vực vi sinh học đã bắt đầu sử dụng khái niệm về các loài biểu trưng theo một cách riêng biệt. Theo đó, chúng còn có các tên gọi như hay còn gọi là loài biểu tượng hay loài đại diện hoặc là loài tiêu biểu hay loài chiến lược, loài chính hay loài chủ đạo, loài hàng đầu, loài ưu tiên.

## Sử dụng
Khái niệm loài biểu trưng xuất hiện đã trở nên phổ biến vào giữa những năm 1980 trong cuộc tranh luận về cách ưu tiên các loài để bảo tồn. Các tài liệu tham khảo rộng rãi đầu tiên sử dụng khái niệm chủ đạo đã áp dụng nó cho cả các loài linh trưởng Tân Tây Bắc và voi và tê giác châu Phi trong phương pháp tiếp cận tập trung vào động vật có vú điển hình mà vẫn thống trị cách khái niệm được sử dụng ngày nay. Việc sử dụng khái niệm chủ yếu là do các loài đặc hữu, đặc biệt là động vật có vú, mặc dù đôi khi các loài thuộc các nhóm phân loại khác cũng đã được sử dụng.
Các loài biểu trưng có thể lựa chọn dựa theo nhiều đặc điểm khác nhau tùy thuộc vào mức độ khán giả mà họ cố gắng nhắm tới. Điều này được minh họa rõ nét nhất bởi sự khác biệt trong các khuyến nghị đối với việc lựa chọn các loài chủ đạo nhắm vào các đối tượng mục tiêu khác nhau như cộng đồng địa phương và khách du lịch. Một số hạn chế liên quan đến việc sử dụng các loài hàng đầu như việc sử dụng các loài chủ lực có thể làm sai lệch các ưu tiên quản lý và bảo tồn theo lợi ích và gây tổn hại cho các loài bị đe doạ hơn. Một thách thức lớn đối với việc triển khai một số loài hàng đầu trong các bối cảnh phi phương Tây là chúng có thể xung đột với các cộng đồng địa phương, do đó gây nguy hiểm cho các hành động bảo tồn.

## Ví dụ
Loài Voọc chà vá chân nâu ở Sơn Trà (hay Chà vá chân đỏ) đã được thành phố Đà Nẵng chọn làm hình ảnh nhận diện của Thành phố nhân sự kiện APEC 2017 diễn ra. Voọc chân nâu có thân hình dài, mảnh dẻ, sống thành từng bầy trên cây, hoạt động vào ban ngày. Đây là loài voọc có màu sắc rực rỡ nhất, được gọi là “nữ hoàng của các loài linh trưởng”, từ đầu gối đến mắt cá chân của voọc giống như một đôi tất dài màu nâu đỏ, cẳng tay trước của chúng như có đôi găng tay trắng mịn nhưng bàn tay và đôi chân thì lại có màu đen. Voọc chà vá chân nâu có vành râu quai nón màu trắng, mí mắt lại có màu xanh dương nhẹ, đuôi trắng xám và có cụm lông trắng ở phía cuối, đôi mắt to tròn, đen lấp lánh và biểu cảm, trong trẻo như mắt trẻ thơ nhưng cũng đượm nét ngơ ngác buồn. 
Loài voọc này chỉ còn hơn một ngàn cá thể, nhiều nhất ở bán đảo Sơn Trà trong một quần thể sinh học khá đa dạng. Loài voọc chà vá chân nâu của Sơn Trà từ hình ảnh nhận diện có thể được coi là một biểu tượng văn hóa của thành phố Đà Nẵng giàu đẹp về thiên nhiên, thân thiện môi trường, việc bảo tồn loài voọc chà vá chân nâu không chỉ vì bản thân chúng mà còn là bảo tồn sự đa dạng sinh học chung của bán đảo Sơn Trà, vì môi trường sống của con người. Khi trở thành biểu tượng của Đà Nẵng thì hình ảnh voọc chà vá chân nâu có tác dụng tích cực hơn đến giáo dục ý thức, truyền thông rộng rãi hơn về hành vi bảo vệ tự nhiên. Từ tài nguyên bản địa này, các loại văn hóa phẩm về loài linh trưởng độc đáo này sẽ là một nguồn tài nguyên văn hóa của Đà Nẵng. 